# ESP32
ESP32는 와이파이 및 블루투스 기능을 모두 통합한 저비용, 에너지 효율적인 마이크로컨트롤러 제품군이다. 이 칩들은 듀얼 코어 및 싱글 코어 변형으로 제공되는 텐실리카 Xtensa LX6 마이크로프로세서, Xtensa LX7 듀얼 코어 프로세서 또는 단일 코어 RISC-V 마이크로프로세서를 포함한 다양한 처리 옵션을 특징으로 한다. 또한 ESP32는 내장 안테나 스위치, RF 발룬, 전력 증폭기, 저잡음 수신기, 필터 및 전력 관리 모듈과 같은 무선 데이터 통신에 필수적인 구성 요소를 통합한다.
일반적으로 ESP32는 특정 장치용 인쇄 회로 기판에 내장되거나 다양한 GPIO 핀 및 커넥터를 포함하는 개발 키트의 일부로 제공되며, 구성은 모델 및 제조업체에 따라 달라진다. ESP32는 에스프레시프 시스템즈에서 설계했으며 TSMC의 40 nm 공정을 사용하여 제조한다. 이는 ESP8266 마이크로컨트롤러의 후속 제품이다.

## 특징
ESP32의 특징은 다음과 같다.
- 프로세서:

ESP32 기능 블록 다이어그램

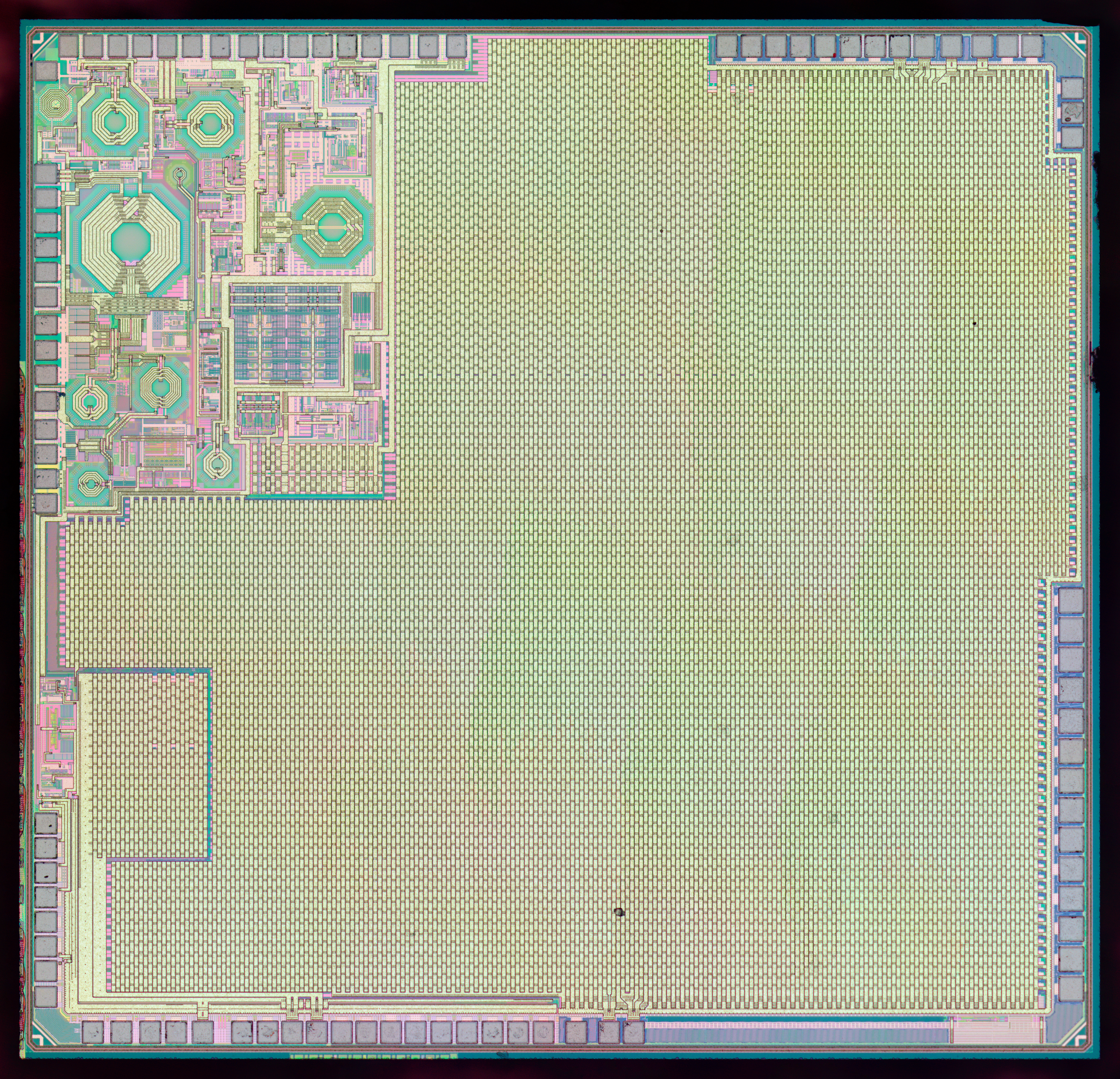
ESP32 다이 샷. 칩 영역 대부분은 상단 금속층의 전력 분배 네트워크로 덮여 있다.

  - 중앙 처리 장치: 160 또는 240 MHz에서 작동하며 최대 600 DMIPS 성능을 내는 Xtensa 듀얼 코어 (또는 싱글 코어) 32비트 LX6 마이크로프로세서
  - 초저전력 (ULP) 코프로세서
- 메모리: 520 KiB RAM, 448 KiB ROM
- 무선 연결:
  - 와이파이: 802.11 b/g/n
  - 블루투스: v4.2 BR/EDR 및 BLE (와이파이와 라디오 공유)
- 주변 장치 인터페이스:
  - 34개 프로그래밍 가능 GPIO
  - 10 × 정전식 감응 센서 (정전식 감응 GPIO)
  - 2 × 12비트 SAR ADC, 최대 18개 채널, 4단계 감쇠
  - 2 × 8비트 디지털-아날로그 변환회로 (ESP32-C3 및 ESP32-S3 제외[4])
  - 델타-시그마 변조 이진 출력 (최대 8채널)[5]
  - 모터 펄스 폭 변조
  - LED 펄스 폭 변조 (최대 16채널)
  - 적외선 원격 컨트롤러 (TX/RX, 최대 8채널)
  - 펄스 카운터 (완전 직교 인코더 디코딩 가능)
  - 표준 통신 인터페이스:
    - 4 × 직렬 주변기기 인터페이스 버스
    - 2 × I²S 인터페이스
    - 2 × I²C 인터페이스
    - 3 × UART
    - SD/SDIO/CE-ATA/MMC/eMMC 호스트 컨트롤러
    - SDIO/SPI 슬레이브 컨트롤러
    - 전용 DMA 및 계획된 IEEE 1588 정밀 시각 프로토콜 지원을 포함한 이더넷 MAC 인터페이스[6]
    - CAN 버스 2.0
- 보안:
  - WPA, WPA2, WPA3 (버전에 따라 다름)[7] 및 WLAN Authentication and Privacy Infrastructure (WAPI)를 포함한 모든 IEEE 802.11 표준 보안 기능 지원
  - 보안 부팅
  - 플래시 암호화
  - 1024비트 OTP, 고객용은 최대 768비트
  - 암호화 하드웨어 가속: 고급 암호화 표준, SHA-2, RSA, 타원 곡선 암호, 난수 발생기
- 전력 관리
  - 내부 저전압 강하 레귤레이터
  - RTC를 위한 개별 전력 도메인
  - 5 μA 딥 슬립 전류
  - GPIO 인터럽트, 타이머, ADC 측정, 정전식 터치 센서 인터럽트로부터 깨어나기

## ESP32-xx 제품군
오리지널 ESP32가 출시된 이래로 여러 변형이 소개되고 발표되었다. 이들은 ESP32 마이크로컨트롤러 제품군을 구성한다. 이 칩들은 다른 중앙 처리 장치와 기능을 가지고 있지만, 모두 동일한 SDK를 공유하고 있으며 대부분 코드 호환성이 있다. 또한 오리지널 ESP32는 수정되었다 (예: ESP32 ECO V3 참조).

### ESP32
- Xtensa 싱글/듀얼 코어 32비트 LX6 마이크로프로세서
- 단정밀도 부동소수점 장치 (FPU) 지원
- 와이파이: 802.11 b/g/n
- 블루투스: v4.2 BR/EDR 및 BLE (와이파이와 라디오 공유)
- 34 GPIO
- 2 × 12비트 SAR ADC, 최대 18채널[9]
- 2 × 8비트 DAC[10]

### ESP32-S2
- 싱글 코어 Xtensa LX7 CPU, 최대 240 MHz (20 MHz에서 실행되는 ULP 코프로세서 포함)
- 부동소수점 장치 없음 (FPU 없음)[11]
- 320 KiB SRAM, 128 KiB ROM, 및 16 KiB RTC SRAM
- 와이파이 2.4 GHz (IEEE 802.11b/g/n)[12]
- 블루투스 없음
- 43 GPIO[12]
- 2 × 13비트 SAR ADC, 최대 20채널
- 2 × 8비트 DAC[13]
- USB 온더고

### ESP32-S3

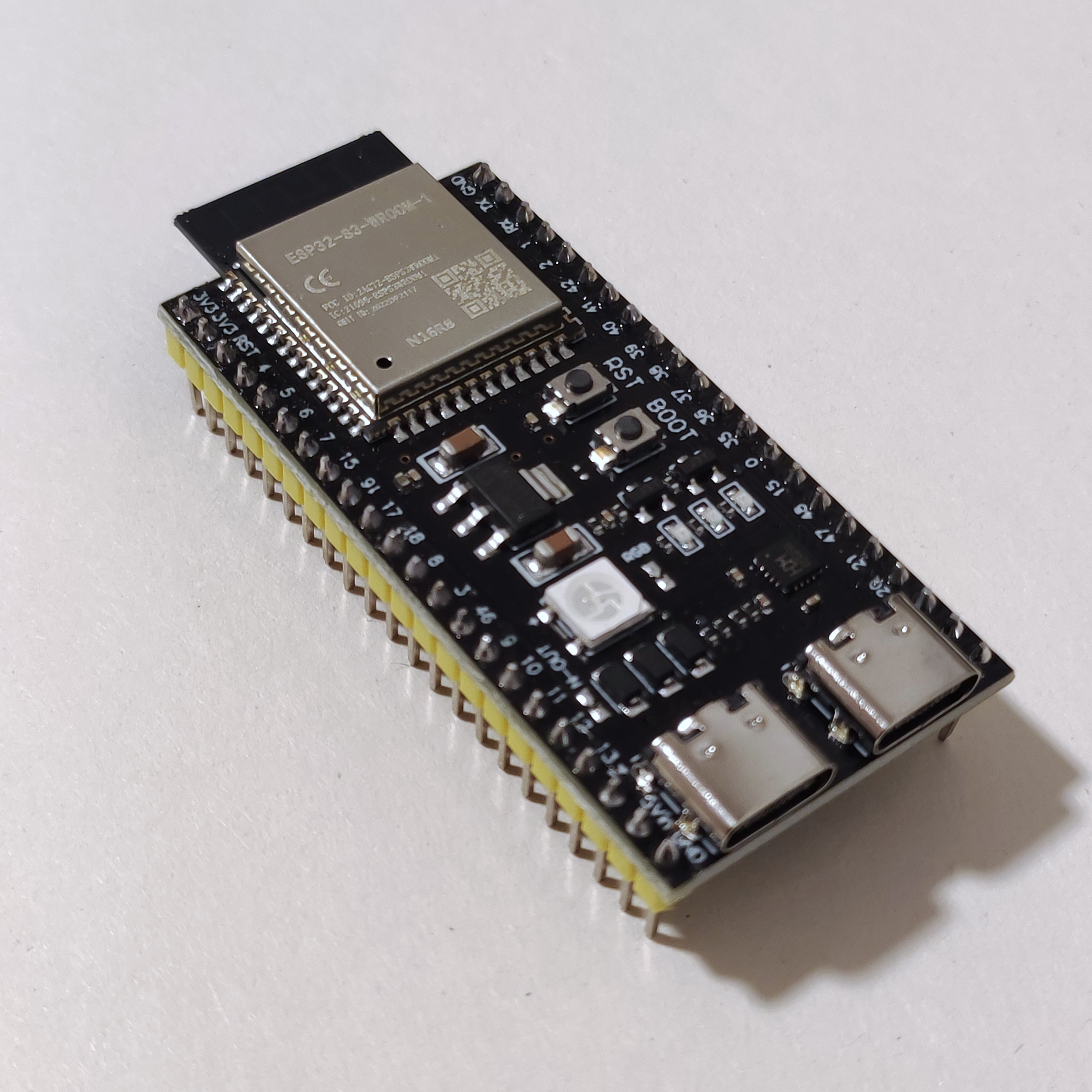
ESP32-S3-Wroom-1 보드

- 듀얼 코어 Xtensa LX7 CPU, 최대 240 MHz,[14] 및 단정밀도 부동소수점 장치 지원
  - 머신러닝 애플리케이션 가속을 위한 추가 명령어
- 512 KiB SRAM, 384 KiB ROM, 및 16 KiB RTC SRAM
- 쿼드 SPI 또는 옥탈 SPI를 통해 외부 PSRAM 및 플래시에 연결 가능하며, 동일한 32 MiB 주소 공간 공유
- 약 17.5 MHz 클럭 속도로 작동하는 초저전력 RISC-V (RV32IMC) 코프로세서
- 이전 ESP32 및 ESP32-S2와 유사한 초저전력 유한 상태 기계 (FSM) 코프로세서
- 와이파이 2.4 GHz (IEEE 802.11 b/g/n)[15]
- 블루투스 5 (LE)
- 45 GPIO
- 통합 이더넷 MAC 없음
- 2 × 12비트 SAR ADC, 최대 20채널
- USB 온더고

### ESP32-C2
- 최대 120 MHz로 작동하는 32비트 RISC-V 싱글 코어 프로세서, RV32IMC ISA 구현[16]
- 온칩 576 KB ROM, 272 KB SRAM (16 KB 캐시용)
- 와이파이 2.4 GHz (IEEE 802.11b/g/n)
- 블루투스 5 (LE)
- 14 GPIO (QFN24)
- SPI, UART, I2C, LED PWM 컨트롤러, General DMA 컨트롤러 (GDMA), SAR ADC, 온도 센서
- USB 미지원

### ESP32-C3

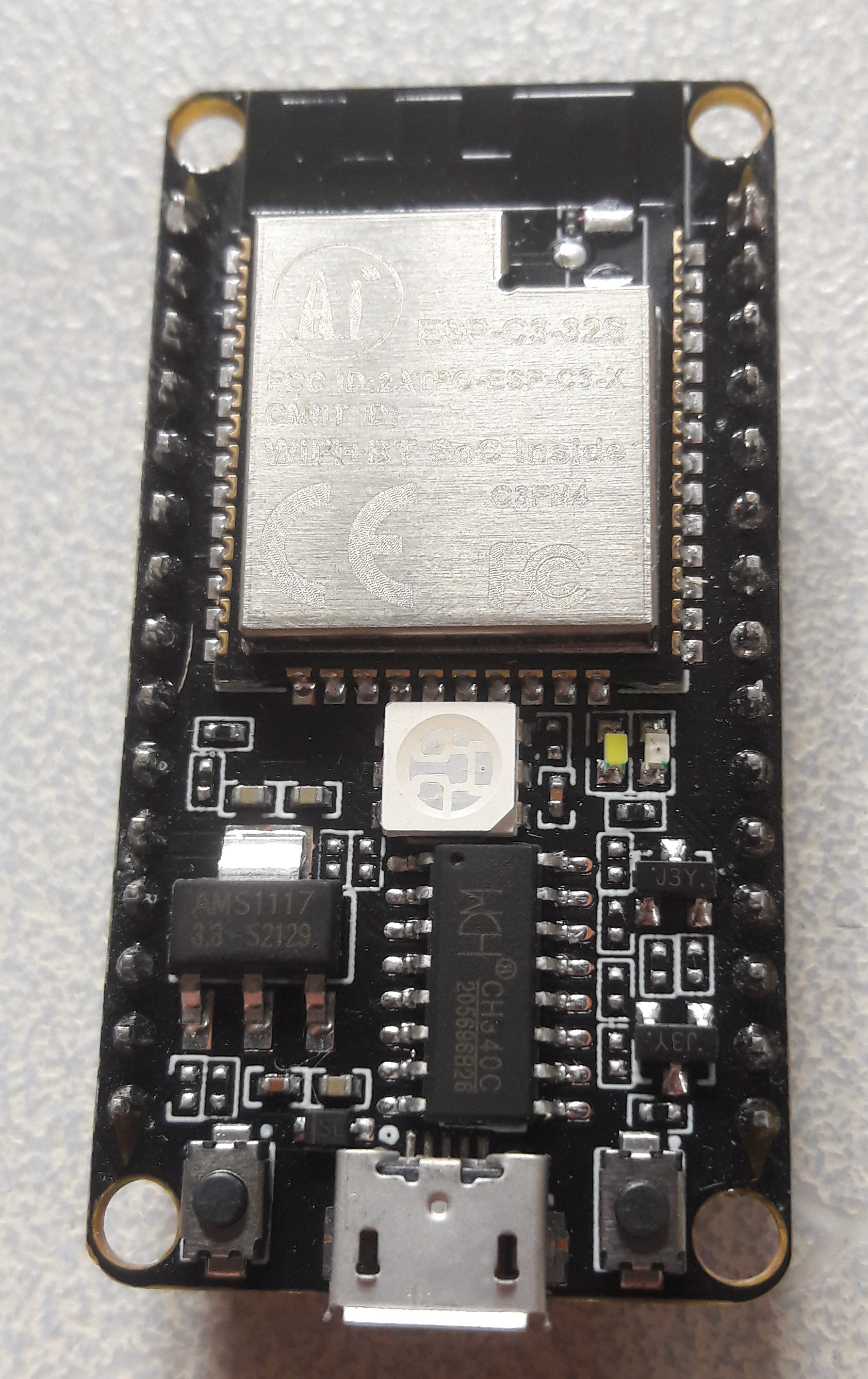
ESP32-C3-32S가 장착된 NodeMCU 보드

- 싱글 코어 32비트 RISC-V CPU, 최대 160 MHz[17]
- 400 KiB SRAM, 384 KiB ROM, 및 8 KiB RTC SRAM
- 와이파이 2.4 GHz (IEEE 802.11b/g/n)[18]
- 블루투스 5 (LE)[18]
- 22 (QFN32) 또는 16 (QFN32) 또는 15 (ESP8685 QFN28) GPIO[19]
- 2 × 12비트 SAR ADC
- ESP8266과 핀 호환
- USB 장치

### ESP32-C6
- 고성능 32비트 RISC-V CPU, 최대 160 MHz,[20] RV32IMAC 구현
- 저전력 32비트 RISC-V CPU, 최대 20 MHz, RV32IMAC 구현
- 512 KiB SRAM 및 320 KiB ROM
- IEEE 802.11ax (Wi-Fi 6) 2.4 GHz에서, 11ax 모드에서 20 MHz 대역폭, 11b/g/n 모드에서 20 또는 40 MHz 대역폭 지원
- IEEE 802.15.4 (스레드 + 직비)
- 블루투스 5.3 (LE)
- 30 (QFN40) 또는 22 (QFN32) GPIO
- USB 장치

### ESP32-H2
- 싱글 코어 32비트 RISC-V CPU, 최대 96 MHz
- 256 KB SRAM
- IEEE 802.15.4 (스레드 + 직비)
- 블루투스 5.3 (LE)
- 와이파이 미지원
- 19 GPIO[21]
- USB 장치

## 발표됨

### ESP32-C5
- 싱글 코어 32비트 RISC-V CPU, 최대 240 MHz[22]
- 저전력 32비트 RISC-V CPU, 최대 40 MHz.
- 384 KB SRAM 및 320 KB ROM
- IEEE 802.11ax (Wi-Fi 6) 2.4 및 5 GHz에서, 11ax 모드에서 20 MHz 대역폭, 11b/g/n 모드에서 20 또는 40 MHz 대역폭 지원
- IEEE 802.15.4 (스레드 + 직비)[23]
- 블루투스 5 (LE)
- 20개 이상 GPIO

### ESP32-P4
- 고성능 듀얼 코어 32비트 RISC-V CPU, 최대 400 MHz
  - RV32IMAFC_Zicsr_Zifencei 및 사용자 지정 AI/벡터 명령어 구현
  - 단정밀도 부동소수점 장치 (FPU) 지원
- 저성능 싱글 코어 32비트 RISC-V CPU, 최대 40 MHz
  - RV32IMAC_Zicsr_Zifencei ISA 확장 구현
- 고성능 코어 시스템에 768 KiB SRAM
- 고성능 코어 시스템에 8 KiB TCM
- 저전력 서브시스템에 32 KiB SRAM
- PSRAM 지원
- H.264를 포함한 다양한 미디어 인코딩 프로토콜을 위한 통합 하드웨어 가속기
- 와이파이 또는 블루투스 없음
- 50개 이상 GPIO[24]

## QFN 패키지 칩 및 모듈
ESP32는 49개의 패드를 가진 다양한 크기의 QFN 패키지에 담겨 있다. 구체적으로는 측면에 48개의 연결 패드와 하단에 하나의 큰 열 패드 (접지 연결)가 있다.

### 칩
ESP32 시스템 온 칩 집적회로는 6 mm × 6 mm 및 5 mm × 5 mm 크기의 QFN 패키지에 담겨 있다.
| 시리즈   | 식별자          | 프로세서 코어 | 프로세서 속도 (MHz) | 내장 플래시 메모리 (MiB) | 내장 PSRAM 메모리 (MiB) | GPIO | 패키지 크기 | 설명                                                                                            |
| -------- | --------------- | ------------- | ------------------- | ------------------------ | ----------------------- | ---- | ----------- | ----------------------------------------------------------------------------------------------- |
| ESP32    | ESP31B          | 2             | 240                 | 0                        | 0                       | 34   | 6 mm × 6 mm | 베타 테스트에 사용된 프리릴리스 SoC; 더 이상 사용 불가.                                         |
| ESP32    | ESP32-D0WDQ6    | 2             | 240                 | 0                        | 0                       | 34   | 6 mm × 6 mm | ESP32 시리즈의 초기 생산 출시 칩. 새로운 디자인에 권장되지 않음 (NRND).                         |
| ESP32    | ESP32-D0WD      | 2             | 240                 | 0                        | 0                       | 34   | 5 mm × 5 mm | ESP32-D0WDQ6과 유사한 소형 물리적 패키지 변형. 새로운 디자인에 권장되지 않음 (NRND).            |
| ESP32    | ESP32-D0WDQ6-V3 | 2             | 240                 | 0                        | 0                       | 34   | 6 mm × 6 mm | ESP32-D0WDQ6에 일부 수정 사항 도입. 새로운 디자인에 권장되지 않음 (NRND).                       |
| ESP32    | ESP32-D2WD      | 2             | 160                 | 2                        | 0                       | 34   | 5 mm × 5 mm | 2 MiB (16 Mibit) 내장 플래시 메모리 변형. 제거됨. 새로운 디자인에 권장되지 않음 (NRND).         |
| ESP32    | ESP32-S0WD      | 1             | 160                 | 0                        | 0                       | 34   | 5 mm × 5 mm | 싱글 코어 프로세서 변형. 새로운 디자인에 권장되지 않음 (NRND).                                  |
| ESP32    | ESP32-D0WD-V3   | 2             | 240                 | 0                        | 0                       | 34   | 5 mm × 5 mm | ESP32-D0WD에 일부 수정 사항 도입.                                                               |
| ESP32    | ESP32-D0WDR2-V3 | 2             | 240                 | 0                        | 2                       | 34   | 5 mm × 5 mm |                                                                                                 |
| ESP32    | ESP32-U4WDH     | 2             | 240                 | 4                        | 0                       | 34   | 5 mm × 5 mm | 싱글 코어 프로세서 및 4 MiB (32 Mibit) 내장 플래시 메모리 변형. 또한 1 CPU 160 MHz 변형도 존재. |
| ESP32-S2 | ESP32-S2        | 1             | 240                 | 0                        | 0                       | 43   | 7 mm × 7 mm | USB OTG 포함.                                                                                   |
| ESP32-S2 | ESP32-S2R2      | 1             | 240                 | 0                        | 2                       | 43   | 7 mm × 7 mm | USB OTG 포함.                                                                                   |
| ESP32-S2 | ESP32-S2FH2     | 1             | 240                 | 2                        | 0                       | 43   | 7 mm × 7 mm | USB OTG 포함.                                                                                   |
| ESP32-S2 | ESP32-S2FH4     | 1             | 240                 | 4                        | 0                       | 43   | 7 mm × 7 mm | USB OTG 포함.                                                                                   |
| ESP32-S2 | ESP32-S2FN4R2   | 1             | 240                 | 4                        | 2                       | 43   | 7 mm × 7 mm | USB OTG 포함.                                                                                   |
| ESP32-S3 | ESP32-S3        | 2             | 240                 | 0                        | 0                       | 45   | 7 mm × 7 mm | USB OTG 포함. 3.3V 및 1.8V VDD_SPI 전압 포함.                                                   |
| ESP32-S3 | ESP32-S3R2      | 2             | 240                 | 0                        | 2                       | 45   | 7 mm × 7 mm | USB OTG 포함.                                                                                   |
| ESP32-S3 | ESP32-S3R8      | 2             | 240                 | 0                        | 8                       | 45   | 7 mm × 7 mm | USB OTG 포함.                                                                                   |
| ESP32-S3 | ESP32-S3R8V     | 2             | 240                 | 0                        | 8                       | 45   | 7 mm × 7 mm | USB OTG 포함. 1.8V VDD_SPI 전압 포함.                                                           |
| ESP32-S3 | ESP32-S3FN8     | 2             | 240                 | 8                        | 0                       | 45   | 7 mm × 7 mm | USB OTG 포함.                                                                                   |
| ESP32-S3 | ESP32-S3FH4R2   | 2             | 240                 | 4                        | 2                       | 45   | 7 mm × 7 mm | USB OTG 포함.                                                                                   |
| ESP32-C2 | ESP8684H1       | 1             | 120                 | 1                        | 0                       | 14   | 4 mm × 4 mm | 블루투스 5 포함.                                                                                |
| ESP32-C2 | ESP8684H2       | 1             | 120                 | 2                        | 0                       | 14   | 4 mm × 4 mm | 블루투스 5 포함.                                                                                |
| ESP32-C2 | ESP8684H4       | 1             | 120                 | 4                        | 0                       | 14   | 4 mm × 4 mm | 블루투스 5 포함.                                                                                |
| ESP32-C3 | ESP32-C3        | 1             | 160                 | 0                        | 0                       | 22   | 5 mm × 5 mm | 블루투스 5 포함.                                                                                |
| ESP32-C3 | ESP32-C3FN4     | 1             | 160                 | 4                        | 0                       | 22   | 5 mm × 5 mm | 새로운 디자인에 권장되지 않음 (NRND).                                                           |
| ESP32-C3 | ESP32-C3FH4     | 1             | 160                 | 4                        | 0                       | 22   | 5 mm × 5 mm | 블루투스 5 포함.                                                                                |
| ESP32-C3 | ESP32-C3FH4AZ   | 1             | 160                 | 4                        | 0                       | 16   | 5 mm × 5 mm | 블루투스 5 포함. 플래시 연결을 위한 SPI0/SPI1 핀은 본딩되지 않음.                               |
| ESP32-C3 | ESP-Shelly-C38F | 1             | 160                 | 8                        | 0                       | 11   | 5 mm × 5 mm | 블루투스 5 포함. 쉘리 제조업체 전용                                                             |
| ESP32-C3 | ESP8686H4       | 1             | -                   | 4                        | 0                       | -    | 4 mm × 4 mm | 미출시.                                                                                         |
| ESP32-C3 | ESP8685H2       | 1             | 160                 | 2                        | 0                       | 15   | 4 mm × 4 mm | 블루투스 5 포함.                                                                                |
| ESP32-C3 | ESP8685H4       | 1             | 160                 | 4                        | 0                       | 15   | 4 mm × 4 mm | 블루투스 5 포함.                                                                                |
| ESP32-C6 | ESP32-C6        | 1             | 160                 | 0                        | 0                       | 30   | 5 mm × 5 mm | 와이파이 6 및 블루투스 5 포함.                                                                  |
| ESP32-C6 | ESP32-C6FH4     | 1             | 160                 | 4                        | 0                       | 22   | 5 mm × 5 mm | 와이파이 6 및 블루투스 5 포함.                                                                  |
| ESP32-H2 | ESP32-H2FH2     | 1             | 96                  | 2                        | 0                       | 19   | 4 mm × 4 mm | 블루투스 5 및 블루투스 메시 포함.                                                               |
| ESP32-H2 | ESP32-H2FH4     | 1             | 96                  | 4                        | 0                       | 19   | 4 mm × 4 mm | 블루투스 5 및 블루투스 메시 포함.                                                               |

2020년, ESP32-D0WDQ6 및 ESP32-D0WD 칩은 V3 버전 (ESP32 ECO V3)이 출시되어 일부 버그를 수정하고 이전 버전보다 개선되었다.

### 모듈
ESP32 PICO system in package 모듈은 ESP32 실리콘 칩, 크리스탈 발진기, 플래시 메모리 칩, 필터 커패시터 및 RF 매칭 링크를 단일 7 mm × 7 mm 크기의 QFN 패키지에 결합한다.
처음 출시된 PICO는 ESP32-PICO-D4로, 240MHz의 듀얼 CPU, 4MiB 내장 플래시, 40MHz 발진기 및 34개의 GPIO를 갖추고 있다.
이후 2020년에 ESP32 ECO V3 웨이퍼를 기반으로 하는 ESP32-PICO-V3 및 ESP32-PICO-V3-02 모듈이 출시되었다.
2022년에는 USB OTG 및 내부 PSRAM이 포함된 ESP32-S3-PICO-1 모듈이 출시되었다.
| 식별자               | 프로세서 코어 | 프로세서 속도 (MHz) | 내장 플래시 메모리 (MiB) | 내장 PSRAM 메모리 (MiB) | GPIO | 패키지 크기 | 설명                                                                        |
| -------------------- | ------------- | ------------------- | ------------------------ | ----------------------- | ---- | ----------- | --------------------------------------------------------------------------- |
| ESP32-PICO-D4        | 2             | 240                 | 4                        | 0                       | 34   | 7 mm × 7 mm | ESP32 칩, 크리스탈 발진기, 플래시 메모리, 필터 커패시터, RF 매칭 링크 포함. |
| ESP32-PICO-V3        | 2             | 240                 | 4                        | 0                       | 31   | 7 mm × 7 mm | ECO V3 웨이퍼를 사용한 ESP32 기반.                                          |
| ESP32-PICO-V3-02     | 2             | 240                 | 8                        | 2                       | 29   | 7 mm × 7 mm | ECO V3 웨이퍼를 사용한 ESP32 기반.                                          |
| ESP32-S3-PICO-1-N8R2 | 2             | 240                 | 8                        | 2                       | 39   | 7 mm × 7 mm | USB OTG 포함.                                                               |
| ESP32-S3-PICO-1-N8R8 | 2             | 240                 | 8                        | 8                       | 39   | 7 mm × 7 mm | USB OTG 포함.                                                               |

## 인쇄 회로 기판

### 표면 실장 모듈 보드
ESP32 기반 표면 실장 인쇄 회로 기판 모듈은 ESP32 SoC를 직접 포함하며 다른 회로 기판에 쉽게 통합할 수 있도록 설계되었다. 아래 나열된 모듈의 PCB 트레이스 안테나에는 구불구불한 역F형 안테나 디자인이 사용된다. 플래시 메모리 외에도 일부 모듈에는 슈도정적 RAM (pSRAM)이 포함된다.
| 공급업체      | 이름               | 안테나                  | 플래시 메모리 (MiB) | PSRAM (MiB) | 설명 |
| ------------- | ------------------ | ----------------------- | ------------------- | ----------- | --- |
| 에스프레시프  | ESP-WROOM-03       | PCB 트레이스            | 4                   | 0           | 단종. 베타 테스트 목적으로 에스프레시프가 제작한 제한된 유통, 사전 생산 모듈; 이 모듈은 ESP32 시리즈의 베타 테스트 칩인 ESP31B를 사용했다. FCC Part 15.247 테스트 완료 (FCC ID: 2AC7Z-ESP32). |
| 에스프레시프  | ESP32-WROOM-32     | PCB 트레이스            | 4                   | 0           | 에스프레시프가 만든 최초의 공개 ESP32 모듈 보드. FCC Part 15.247 테스트 완료 (FCC ID: 2AC7Z-ESPWROOM32). ESP32-D0WDQ6 칩 기반. 원래 이름은 "ESP-WROOM-32". |
| 에스프레시프  | ESP32-WROOM-32E    | PCB 트레이스            | 4,8,16              | 0           | ESP32-WROOM-32와 동일하지만 Eco V3 프로세서 개정판 사용 |
| 에스프레시프  | ESP32-WROOM-32D    | PCB 트레이스            | 4                   | 0           | ESP-WROOM-32 모듈의 개정판으로, ESP32-D0WDQ6 칩 대신 ESP32-D0WD 칩을 사용. 원래 이름은 "ESP-WROOM-32D". |
| 에스프레시프  | ESP32-SOLO-1       | PCB 트레이스            | 4                   | 0           | ESP32-WROOM-32D 모듈과 유사하지만, 듀얼 코어 ESP32-D0WD 대신 싱글 코어 ESP32-S0WD 칩을 사용. |
| 에스프레시프  | ESP32-WROOM-32U    | U.FL 소켓               | 4                   | 0           | PCB 트레이스 안테나 대신 외부 안테나용 U.FL 커넥터가 있는 ESP-WROOM-32D 모듈의 대안. |
| 에스프레시프  | ESP32-WROVER       | PCB 트레이스            | 4                   | 4           | 에스프레시프가 만든 4 MiB pSRAM이 있는 ESP32 모듈 보드. FCC Part 15.247 테스트 완료 (FCC ID 2AC7Z-ESP32WROVER). 40 MHz 크리스탈 발진기 사용. U.FL 커넥터는 포함되지 않음. ESP32-D0WDQ6 칩 기반. 2018년 6월부터 새 모듈은 8 MiB pSRAM으로 업그레이드됨.                                                                                                  |
| 에스프레시프  | ESP32-WROVER-I     | U.FL 소켓, PCB 트레이스 | 4                   | 4           | 온보드 U.FL 호환 커넥터를 사용하도록 구성된 ESP32-WROVER 모듈의 변형. PCB 트레이스 안테나는 기본적으로 연결되지 않음. |
| 에스프레시프  | ESP32-WROVER-B     | PCB 트레이스            | 4                   | 8           | 8 MiB pSRAM (이전 버전의 4 MiB pSRAM 대신), 3.3V (이전 버전의 1.8V 대신)에서 작동하며 ESP32-D0WD (ESP32-D0WDQ6 대신)를 사용하는 ESP32-WROVER 모듈의 개정판. FCC Part 15.247 테스트 완료 (FCC ID 2AC7Z-ESP32WROVERB). U.FL 커넥터는 포함되지 않음. (8 MiB 또는 16 MiB 플래시 용량의 맞춤 주문 옵션도 사용 가능.)                                         |
| 에스프레시프  | ESP32-WROVER-IB    | U.FL 소켓, PCB 트레이스 | 4                   | 8           | 온보드 U.FL 호환 커넥터를 사용하도록 구성된 ESP32-WROVER-B 모듈의 변형. PCB 트레이스 안테나는 기본적으로 연결되지 않음. |
| 에스프레시프  | ESP32-WROVER-E     | PCB 트레이스            | 4,8,16              | 2,8         | 2 또는 8 MiB pSRAM (이전 버전의 4 MiB pSRAM 대신), 3.3V (이전 버전의 1.8V 대신)에서 작동하며 ESP32-D0WD-V3 또는 2MB pSRAM 모델의 경우 ESP32-D0WDR2-V3를 사용하는 ESP32-WROVER 모듈의 개정판. FCC Part 15.247 테스트 완료 (FCC ID 2AC7Z-ESP32WROVERE). U.FL 커넥터는 포함되지 않음. (2 MiB, 8 MiB 또는 16 MiB 플래시 용량의 맞춤 주문 옵션도 사용 가능.) |
| 에스프레시프  | ESP32-WROVER-IE    | U.FL 소켓, PCB 트레이스 | 4,8,16              | 2,8         | 온보드 U.FL 호환 커넥터를 사용하도록 구성된 ESP32-WROVER-E 모듈의 변형. PCB 트레이스 안테나는 기본적으로 연결되지 않음. |
| 에스프레시프  | ESP32-PICO-V3-ZERO | PCB 트레이스            | 4                   | 0           | ESP32-PICO-V3 SiP 기반. 알렉사 커넥트 키트 (ACK) 및 아마존 알렉사와의 연결을 위한 모듈로 설계됨. |
| Ai-Thinker    | ESP32-S            | PCB 트레이스            | 4                   | 0           | 에스프레시프의 ESP-WROOM-32 모듈과 동등한 Ai-Thinker 제품. (동일한 폼 팩터 및 일반 사양.) 이전에 "ESP-32S"로 브랜드화되었으며 "32S" 앞에 하이픈이 있었고, ESP-32S 모듈의 초기 출시는 이전에 발표되었지만 출시되지 않은 ESP3212 모듈을 대체했다. |
| Ai-Thinker    | ESP32-A1S          | U.FL 소켓, PCB 트레이스 | 8                   | 4           | 추가 AC101 오디오 코덱 IC가 포함되어 있으며, 해당 IO 핀 (라인, 마이크 등)이 보드 핀으로 연결된다. 별도로 제공되거나 해당 오디오 개발 보드 ("ESP32-Audio-Kit")에 납땜되어 제공된다. |
| AnalogLamb    | ESP-32S-ALB        | PCB 트레이스            | 4                   | 0           | ESP-32S 모듈의 복제품 (ESP-WROOM-32 호환 풋프린트). 녹색 솔더 마스크 코팅과 함께 발견됨. |
| AnalogLamb    | ALB-WROOM          | PCB 트레이스            | 16                  | 0           | 16 MiB 플래시 메모리를 가진 ESP-32S-ALB의 변형. |
| AnalogLamb    | ALB32-WROVER       | PCB 트레이스            | 4                   | 4           | ESP-WROOM-32 모듈과 동일한 풋프린트를 가진 4 MiB pSRAM이 있는 ESP32 모듈 보드. |
| DFRobot       | ESP-WROOM-32       | PCB 트레이스            | 4                   | 0           | 에스프레시프 시스템즈의 ESP-WROOM-32와 유사한 모듈 보드이지만, FCC 인증을 받지 않았으며 26 MHz 또는 32 kHz 크리스탈 발진기를 사용. |
| eBox & Widora | ESP32-Bit          | 세라믹, U.FL 소켓       | 4                   | 0           | 모듈은 세라믹 안테나와 U.FL 안테나 커넥터를 가지고 있다. 이 모듈은 ESP-WROOM-32/ESP-32S 모듈과 다른 풋프린트를 가지고 있다. |
| Goouuu Tech   | ESP-32F            | PCB 트레이스            | 4                   | 0           | 에스프레시프 시스템즈의 ESP-WROOM-32와 유사한 모듈 보드. FCC 인증 (ID 2AM77-ESP-32F). |
| IntoRobot     | W32                | PCB 트레이스            | 4                   | 0           | 에스프레시프의 ESP-WROOM-32와 외형이 유사하지만, 풋프린트 핀아웃이 다르다. |
| IntoRobot     | W33                | 세라믹, U.FL 소켓       | 4                   | 0           | IntoRobot W32 모듈과 안테나 구성이 다르다. |
| ITEAD         | PSH-C32            | PCB 트레이스            | 1                   | 0           | 모듈에 특이하게 작은 플래시 메모리가 온보드에 있다. 또한 풋프린트가 독특하며 다른 모든 ESP32 모듈과 다르다. |
| Pycom         | W01                | (포함되지 않음.)        | 8                   | 4           | WiPy 2.0의 OEM 모듈 버전. Wi-Fi 및 블루투스 지원. FCC ID 2AJMTWIPY01R. |
| Pycom         | L01                | (포함되지 않음.)        | 8                   | 4           | LoPy의 OEM 모듈 버전. Wi-Fi, 블루투스 및 LoRa 지원. FCC ID 2AJMTLOPY01R. |
| Pycom         | L04                | (포함되지 않음.)        | 8                   | 4           | LoPy4의 OEM 모듈 버전. Wi-Fi, 블루투스, LoRa 및 Sigfox 지원. |
| Pycom         | S01                | (포함되지 않음.)        | 8                   | 4           | 단종. SiPy의 OEM 모듈 버전. Wi-Fi, 블루투스 및 Sigfox (14 dBm 및 22 dBm) 지원. |
| Pycom         | G01                | (포함되지 않음.)        | 8                   | 4           | GPy의 OEM 모듈 버전. 셀룰러 LTE-CAT M1/NB1, Wi-Fi 및 블루투스 지원. |
| u-blox        | NINA-W131          | (포함되지 않음.)        | 2                   | 0           | u-blox NINA-W13 시리즈 Wi-Fi 모듈에 속함. |
| u-blox        | NINA-W132          | PIFA                    | 2                   | 0           | u-blox NINA-W13 시리즈 Wi-Fi 모듈에 속함. 온보드 평면 역F형 안테나 (PIFA)는 PCB 트레이스가 아닌 모양을 낸 (자르고 구부린) 금속이다. |

### 개발 및 기타 보드

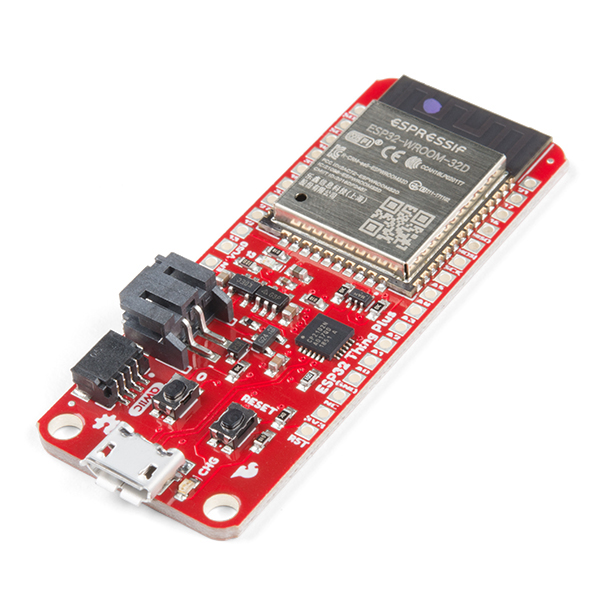
SparkFun Thing Plus – ESP32 WROOM

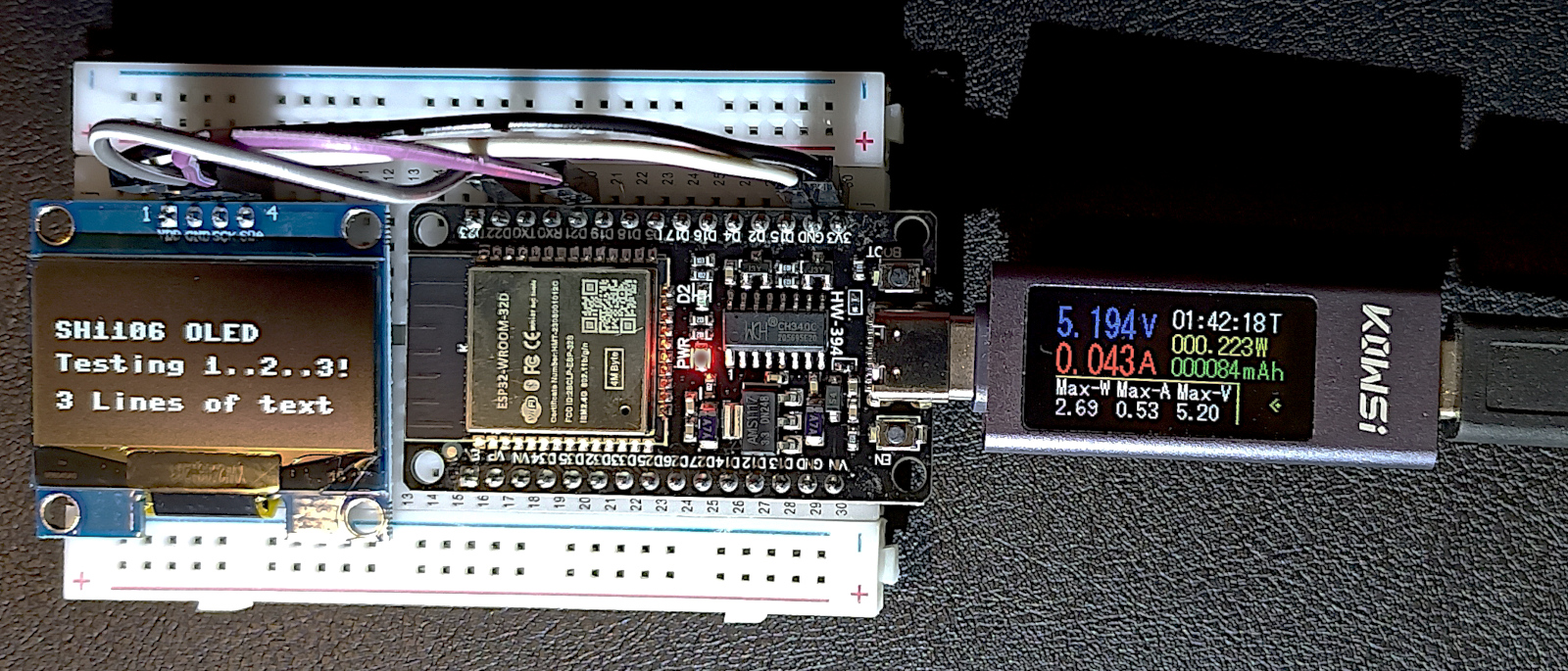
ESP32 개발 보드, SH1106 OLED 디스플레이, 브레드보드에 USB 전력 측정기 연결

개발 및 브레이크아웃 보드는 배선을 확장하고 기능을 추가할 수 있으며, 종종 ESP32 모듈 보드를 기반으로 하여 개발 목적으로, 특히 브레드보드와 함께 사용하기 쉽도록 만들어진다.
| 공급업체              | 이름                               | 사용된 표면 실장 모듈                                                                                         | 설명 |
| --------------------- | ---------------------------------- | --- | --- |
| 에스프레시프          | ESP_Module_Testboard               | ESP-WROOM-03                                                                                                  | ESP-WROOM-03 베타 모듈에 포함된 브레이크아웃 보드. |
| 에스프레시프          | ESP32_Demo Board_V2                | ESP-WROOM-32                                                                                                  | 에스프레시프가 제작한 개발 및 시연 보드. |
| 에스프레시프          | ESP32-DevKitC                      | ESP32-WROOM-32, v4는 ESP32-WROOM-DA(듀얼 안테나), ESP32-WROVER 또는 ESP32-Solo (싱글 코어 변형)와 함께 제공됨 | 에스프레시프가 제작한 소형 개발 보드. PCB 실크스크린 라벨에는 "Core Board"라고 적혀 있다.                                                                                                   |
| 에스프레시프          | ESP-WROVER-KIT                     | ESP-WROOM-32 또는 ESP32-WROVER                                                                                | 에스프레시프가 제작한 대형 개발 보드. 이전 이름은 ESP32-DevKitJ. |
| 에스프레시프          | ESP32-PICO-KIT                     | ESP32-PICO-D4                                                                                                 | 마이크로 USB와 두 줄의 17핀 헤더가 있는 소형 개발 보드. FCC ID 2AC7Z-ESP32PICOKIT. |
| Adafruit              | HUZZAH32                           | ESP-WROOM-32                                                                                                  | "ESP32 페더 보드"라고도 불리는 HUZZAH32는 Adafruit Feather 제품군과 호환되는 소형 개발 보드/모듈이다.                                                                                       |
| Ai-Thinker            | NodeMCU-32S                        | ESP-32S | NodeMCU와 유사한 개발 보드. |
| Ai-Thinker            | ESP32-CAM                          | ESP32-S | 1600 × 1200 픽셀 OV2640 또는 640 × 480 OV7670 카메라를 지원하는 리본 케이블 Camera Serial Interface가 있는 소형 (27 mm × 40.5 mm) 보드. 9개의 사용 가능한 IO 핀과 microSD 카드 슬롯이 있다. |
| AnalogLamb            | ESP32 Development Board            | ESP-32S-ALB 또는 ALB-WROOM                                                                                    | 에스프레시프의 ESP32-DevKitC와 유사한 개발 보드로, 온보드 CP2102 USB/직렬 브리지 포함. 4 MiB 변형은 ESP-32S-ALB를 사용하고, 16 MiB 변형은 ALB-WROOM 모듈을 사용한다.                        |
| AnalogLamb            | Maple ESP32                        | ESP-32S-ALB                                                                                                   | 아두이노 스타일 연결과 CP2104 USB/직렬 인터페이스를 갖춘 개발 보드. |
| April Brother         | ESPea32                            | † | 선택적으로 잘라낼 수 있는 만능기판 영역이 있는 개발 보드. |
| ArduCAM               | ESP32 UNO                          | ESP-32S | SPI ArduCAM, 배터리 핀 및 uSD 카드 슬롯을 지원하는 ESP32 IoT UNO 프레임워크 기반의 아두이노 우노와 유사한 개발 보드.                                                                        |
| 아두이노              | 아두이노 나노 ESP32                | U-Blox NORA-W106-10B (ESP32-S3 IC 기반)                                                                       | Arduino Nano 풋프린트 |
| Banana pi             | BPI:bit                            | ESP-32S | 웹두이노 및 아두이노 개발용 |
| Banana pi             | BPI-UNO32                          | ESP32-S | 아두이노 개발용 보드 |
| DoIT                  | ESPduino32                         | ESP-WROOM-32                                                                                                  | 아두이노 쉴드와 호환되는 모든 기능을 갖춘 아두이노 우노와 유사한 개발 보드. 추가 SPI 및 IO 핀도 추가한다. 이 보드는 USB Type B 소켓이 있는 WeMos D1 R32의 복제품이다.                       |
| DoIT                  | ESP32 DEVKIT V1                    | ESP-WROOM-32                                                                                                  | ESP32 DevKit V1은 사용 편의성과 다양한 전자 프로젝트에서의 다용성 덕분에 아마추어와 교육자들 사이에서 가장 인기 있는 제품일 것이다. 핀아웃은 가장 많이 복사된 것 중 하나이다.               |
| DPTechnics            | Walter                             | ESP32-S3-WROOM-1                                                                                              | Walter 모듈은 셀룰러 IoT (LTE-M 및 NB-IoT) 및 GNSS를 ESP32-S3 (16MiB 플래시 및 2MiB PSRAM 포함)과 결합한다. 이 모듈은 CE, FCC, UKCA, RCM 및 IC 인증으로 인해 개발 및 생산에 적합하다.       |
| EzSBC                 | ESP32-01 브레이크아웃 및 개발 보드 | ESP-WROOM-32                                                                                                  | 2개의 삼색 LED를 갖춘 모든 기능을 갖춘 개발 보드로, 브레드보드에 장착된다. |
| Gravitech & MakerAsia | Nano32                             | † | ESP32 칩을 직접 통합하는 개발 보드. |
| HydraBus              | HydraESP32                         | ESP-WROOM-32 또는 ESP-32S                                                                                     | ESP-WROOM-32 또는 ESP-32S용 HydraESP32 HydraBus v1.1 Rev1 쉴드/브레이크아웃 보드. 이 쉴드는 HydraBus 보드와 함께 사용하거나 사용하지 않고도 사용할 수 있다.                                 |
| Noduino               | Quantum                            | † | ESP32 칩을 직접 통합하는 아두이노 스타일 개발 보드. |
| Olimex                | ESP32-Gateway                      | ESP32-WROOM32                                                                                                 | 와이파이/블루투스/이더넷 |
| Olimex                | ESP32-DevKit-LiPo                  | ESP32-WROOM-32                                                                                                | ESP32-CoreBoard와 핀 호환되지만, 리튬 이온 배터리 충전기 및 리튬 이온 배터리 작동 기능 추가.                                                                                                |
| Olimex                | ESP32-POE-ISO                      | ESP32-WROOM-32/UE                                                                                             | 이더넷 전원 장치 및 2W 절연 DC 전원이 있는 Wi-Fi/블루투스/이더넷 개발 보드 |
| Olimex                | ESP32-POE                          | ESP32-WROOM-32                                                                                                | 이더넷 전원 장치가 있는 Wi-Fi/블루투스/이더넷 개발 보드 |
| Olimex                | ESP32-PRO                          | † | Wi-Fi/블루투스 및 PIC32MX270F256DT 마이크로컨트롤러 및 32Mb SPI 플래시 및 32Mb PSRAM. ESP32-PRO-C에는 ATECC508A가 있는 외부 암호화 엔진이 포함됨.                                           |
| Olimex                | ESP32-EVB                          | ESP32-WROOM32                                                                                                 | MicroSD, CAN, IR, LiPo 및 2개의 릴레이가 있는 Wi-Fi/블루투스/이더넷 개발 보드. |
| Olimex                | ESP32-ADF                          | ESP32-WROVER-B                                                                                                | 스테레오 마이크, 스피커, 오디오 출력 잭이 있는 오디오 개발 프레임워크 보드. |
| Pycom                 | WiPy                               | † | 1 km Wi-Fi 범위를 가진 마이크로파이썬 프로그래밍 가능 Wi-Fi & 블루투스 사물인터넷 개발 플랫폼. WiPy 버전 2.0 및 3.0은 ESP32를 사용한다.                                                     |
| Pycom                 | LoPy                               | † | LoRa, Wi-Fi (1 km 범위) 및 BLE를 특징으로 하는 트리플 네트워크 Pycom 보드. |
| Pycom                 | LoPy4                              | ? | LoRa, Sigfox, Wi-Fi (1 km 범위) 및 BLE를 특징으로 하는 쿼드러플 네트워크 Pycom 보드. |
| Pycom                 | SiPy                               | † | Sigfox, Wi-Fi (1 km 범위) 및 BLE를 특징으로 하는 트리플 네트워크 Pycom 보드. |
| Pycom                 | GPy                                | † | LTE-M, Wi-Fi (1 km 범위) 및 BLE를 특징으로 하는 트리플 네트워크 Pycom 보드. |
| Pycom                 | FiPy                               | † | LTE-M, LoRa, Sigfox, Wi-Fi (1 km 범위) 및 BLE를 특징으로 하는 퀸튜플 네트워크 Pycom 보드.                                                                                                   |
| 스파크펀              | ESP32 Thing                        | † | FTDI FT231x USB/직렬 인터페이스 및 내장 LiPo 충전기가 있는 소형 개발 보드. |
| SunDUINO              | ESP32 MiniBoard                    | ESP-WROOM-32                                                                                                  | 에스프레시프 ESP32-DevKitC와 호환되는 브레이크아웃. 온보드 USB-UART 없음. |
| SunDUINO              | ESP32 MiniBoard v2                 | ESP32-Wrover-B/IB                                                                                             | Silabs CP2102, 배터리 충전기가 있는 브레이크아웃 보드. 에스프레시프 DEVkit과 호환. |
| SunDUINO              | ESP32 SunDUINO                     | ESP-WROOM-32 또는 ESP-32S                                                                                     | 아두이노 스타일 개발 보드. 온보드 USB-UART 없음. |
| SwitchDoc Labs        | BC24                               | ESP-WROOM-32                                                                                                  | 24개의 SK6812RGBW LED와 Grove 커넥터가 있어 손쉬운 프로토타이핑이 가능한 ESP32 브레이크아웃. USB-UART 및 Feather 호환 핀아웃과 함께 제공된다.                                               |
| Watterott             | ESP-WROOM32-Breakout               | ESP-WROOM-32                                                                                                  | 에스프레시프 ESP32-DevKitC와 호환되는 브레이크아웃. |
| WEMOS                 | LOLIN32 [단종됨]                   | ESP-WROOM-32                                                                                                  | |
| WEMOS                 | LOLIN32 Lite [단종됨]              | † | ESP32-D0WDQ6 |
| WEMOS                 | LOLIN32 Pro [단종됨]               | ESP32-WROVER                                                                                                  | MicroSD 카드 슬롯 (SD 및 SPI 모드 지원) |
| WEMOS                 | LOLIN D32                          | ESP-WROOM-32                                                                                                  | |
| WEMOS                 | LOLIN D32 Pro                      | ESP32-WROVER                                                                                                  | I2C 포트, TFT 포트 및 Micro SD 카드 슬롯 (SPI 모드 지원) |
| Widora                | Air                                | † | 소형 ESP32 개발 보드. |
| MagicBit              | Magic Bit Core                     | ESP-WROOM-32                                                                                                  | 내장 디스플레이 및 여러 센서가 있는 소형 ESP32 개발 보드로 임베디드 개발 학습을 편리하게 한다.                                                                                              |

† ESP32 SoC가 개발 보드에 직접 통합됨; 모듈 보드는 사용되지 않음.

## 프로그래밍
ESP32 프로그래밍에 사용되는 프로그래밍 언어, 프레임워크, 플랫폼 및 환경:
- ESP-IDF[73][74] – ESP32, ESP32-S, ESP32-C 및 ESP32-H 시리즈 SoC를 위한 에스프레시프의 공식 IoT 개발 프레임워크.
- 아두이노-ESP32[75] – ESP32, ESP32-S2, ESP32-S3 및 ESP32-C3를 위한 아두이노 코어.
- ESP32forth[76] – ESP32를 위한 FORTH 구현
- 에스프루이노 – Node.js를 밀접하게 에뮬레이트하는 JavaScript SDK 및 펌웨어
- 마이크로파이썬 (및 CircuitPython) – 마이크로컨트롤러를 위한 파이썬 3의 간결한 구현
- Mongoose OS – 마이크로컨트롤러의 연결된 제품을 위한 운영체제; JavaScript 또는 C로 프로그래밍 가능. 에스프레시프 시스템즈[77], AWS IoT[78], Google Cloud IoT[79]에서 권장하는 플랫폼.
- ESP32를 위한 mruby
- ESP32를 위한 님
- NodeMCU – Lua 기반 펌웨어
- 러스트[80][81]
- 스위프트[82][83]
- 공식적으로 지원되는 Espressif 통합 개발 프레임워크 (ESP-IDF) 확장 프로그램을 포함한 비주얼 스튜디오 코드[84]
- Zerynth – ESP32를 포함한 사물인터넷 및 마이크로컨트롤러를 위한 파이썬
- Matlab 시뮬링크

## 수용 및 사용
ESP32의 상업적, 산업적, 학문적 사용:

### 상업용 장치에서의 사용
- 알리바바 그룹의 IoT LED 손목 밴드, 2017년 그룹 연례 모임 참가자들이 사용. 각 손목 밴드는 "픽셀"로 작동하며, 조율된 LED 조명 제어 명령을 수신하여 "라이브 무선" 화면을 형성할 수 있도록 한다.[85]
- 딩톡의 M1, 생체 인식 출퇴근 기록 시스템.[86]
- Pium, 가정용 향수 및 아로마테라피 장치.[87]
- 하드커널의 오드로이드 고, 오드로이드 10주년을 기념하여 제작된 ESP32 기반 휴대용 게임 장치 키트.[88]
- 플레이데이트, 패닉 Inc.와 틴에이지 엔지니어링이 공동 개발한 휴대용 비디오 게임 콘솔.
- Octopus Energy Mini, ESP32-C6 기반 실시간 에너지 모니터.[89]
- Mysa 스마트 온도 조절기, ESP32-WROOM 기반.[90]

### 산업 장치에서의 사용
- TECHBASE의 Moduino X 시리즈 X1 및 X2 모듈은 산업 자동화 및 모니터링을 위한 ESP32-WROVER / ESP32-WROVER-B 기반 컴퓨터로, 디지털 입출력, 아날로그 입력 및 다양한 컴퓨터 네트워킹 인터페이스를 지원한다.[91]
- NORVI IIOT 산업 장치는 산업 자동화 및 모니터링을 위한 ESP32-WROVER / ESP32-WROVER-B SOC를 갖추고 있으며, 디지털 입력, 아날로그 입력, 릴레이 출력 및 여러 통신 인터페이스를 제공한다. 확장 모듈로 LoRa 및 Nb-IoT를 지원한다.[92]

### 학문적 사용
- ESP32 장치는 교육 환경[93] 및 학술 연구 프로젝트에 활용된다. 예를 들어, 이 장치들은 다른 전기 가전제품의 현재 소비량과 계약된 전력 용량을 고려하여 전기차 충전을 모니터링하고 제어하도록 설계된 스마트 홈 시스템을 개발하는 데 사용되었다.[94] 또한 ESP32는 저렴한 드론 제작과 같은 DIY 프로젝트에도 사용된다.[95]

## ESP32의 문서화되지 않은 HCI 명령어
2025년 3월, Tarlogic Security의 연구원들은 ESP32 블루투스 펌웨어에서 문서화되지 않은 HCI(Host Controller Interface) 명령어를 발견했으며, 이는 그 기능과 잠재적 영향에 대한 논의를 촉발했다. 이 발견은 2025년 3월 6일 RootedCON 컨퍼런스에서 Tarlogic Security 팀에 의해 발표되었다.
식별된 명령어(예: Write Memory (0xFC02))는 주로 디버깅 및 테스트 목적으로 사용되는 공급업체별 HCI 명령어이다. 이러한 유형의 명령어는 개발 및 문제 해결에 도움을 주기 위해 블루투스 컨트롤러 구현에서 흔히 사용된다. 이들은 표준 HCI 명령어 세트의 일부가 아니며 일반적으로 통제된 환경에서 사용된다. 처음에는 "백도어"로 묘사되었지만, 추가 설명에서는 "문서화되지 않은 디버깅 기능"으로 분류되었다. 이 명령어는 표준 블루투스 연결을 통해 원격으로 접근할 수 없지만, 개체가 장치에 물리적으로 접근하거나 HCI-UART 구성으로 작동하는 경우 상호 작용할 수 있다.
에스프레시프 시스템즈는 이 명령어에 대해 명확하게 설명하며, 이들은 디버깅을 위한 것이며 정상 작동 조건에서는 보안 위험을 초래하지 않는다고 밝혔다. 회사는 이 명령어들이 원격으로 트리거될 수 없으며 표준 블루투스 작업에서 사용되지 않는다고 강조했다. 이 명령어들은 ESP32 칩에만 존재하며, ESP32-C, ESP32-S, ESP32-H 시리즈에는 포함되어 있지 않다. 보안 커뮤니티에서 제기된 우려를 해소하기 위해 에스프레시프는 향후 ESP-IDF 버전에 이 디버깅 명령어에 대한 접근을 제한하고 공급업체별 HCI 명령어에 대한 문서화를 개선하는 업데이트를 포함할 것이라고 발표했다. 이러한 조치는 투명성을 높이고 개발자들이 사용 가능한 기능에 대해 잘 알 수 있도록 하는 것을 목표로 한다.

## 같이 보기
- 사물인터넷
- 최신 ESP32 프로젝트 모음